# Francesc Xavier Farran Martos
Francesc Xavier Farran Martos, (28 de novembre de 1986) és un jugador d'escacs català que té el títol de Mestre FIDE des del 2011. Forma part del Club Escacs Tarragona.
A la llista d'Elo de la FIDE de l'octubre de 2020, hi tenia un Elo de 2424 punts, cosa que en feia el jugador número 69 (en actiu) de l'estat espanyol. El seu màxim Elo va ser de 2442 punts, a la llista de l'agost de 2019.

## Resultats destacats en competició
El 2001 a Salou fou campió de Catalunya Sub14 destacat amb 4½ punts.
Ha estat campió de la delegació territorial de Tarragona en els anys 2007, 2009 i 2010, i subcampió el 2008.
El 2015 guanyà el Memorial Calbet amb 6½ punts de 9, amb els mateixos punts que Vicenç Esplugas però amb millor desempat. El juliol de 2015 fou campió del XVII Obert de Torredembarra amb 8 punts de 9, cedint només un punt en ser derrotat per Rolando Alarcón Casellas.
L'abril de 2016 participà en el Campionat de Catalunya absolut on eliminà a la primera ronda al Mestre Internacional Jordi Fluvià, però fou elimanat a la segona ronda pel Gran Mestre Àlvar Alonso en les partides ràpides pel desempat. El juliol de 2016 fou subcampió de l'Obert de Torredembarra amb 7 punts de 9 (el campió fou Jorge A. González Rodríguez).